# Rockland (condado de Brown, Wisconsin)
Rockland es un pueblo ubicado en el condado de Brown en el estado estadounidense de Wisconsin. En el Censo de 2010 tenía una población de 1734 habitantes y una densidad poblacional de 30,6 personas por km².

## Geografía
Rockland se encuentra ubicado en las coordenadas 44°22′33″N 88°3′35″O / 44.37583, -88.05972. Según la Oficina del Censo de los Estados Unidos, Rockland tiene una superficie total de 56.66 km², de la cual 55.21 km² corresponden a tierra firme y (2.56%) 1.45 km² es agua.

## Demografía
Según el censo de 2010, había 1734 personas residiendo en Rockland. La densidad de población era de 30,6 hab./km². De los 1734 habitantes, Rockland estaba compuesto por el 97.58% blancos, el 0.75% eran afroamericanos, el 0.23% eran amerindios, el 0.58% eran asiáticos, el 0% eran isleños del Pacífico, el 0.4% eran de otras razas y el 0.46% pertenecían a dos o más razas. Del total de la población el 1.5% eran hispanos o latinos de cualquier raza.